# Jacques Madyol
Jacques Madyol ou Madiol, né le 6 septembre 1871 à Ixelles, en Belgique, et mort dans cette commune le 15 août 1950, est un peintre belge.

## Biographie
De 1893 à 1897, il fut élève à l'Académie des Beaux-Arts de Bruxelles. Il était un camarade de classe de van Jef Dutillieu (nl), Charles-Louis Voets (nl), Lucien Rion, Émile Bulcke et Philippe Swyncop. 
Madyol a participé aux jeux préliminaires pour le Prix de Rome de peinture en 1895, 1898 et 1901.